# Seth James
Seth James (geb. in Fort Worth) ist ein US-amerikanischer Countrysänger und Gitarrist.

## Biografie
Seth James ist im Westen Texas’ bei Abilene aufgewachsen. Schon sein Vater und Großvater waren Musiker. Als Jugendlicher erlernte er das Gitarre-Spielen, nachdem er sich zuvor bereits am Klavier und an der Trompete versucht hatte. Seine musikalische Karriere begann schließlich in Nashville, Tennessee. Sein Debütalbum Bad Luck and Trouble veröffentlichte James im Oktober 2001. Fast acht Jahre später folgte sein zweites Album That Kind of Man. James schrieb seine Songs und begleitete sich auf der Gitarre. Er war zudem Gitarrist des Country-Sängers Guthrie Kennard. Im Jahr 2011 gründete er mit Cody Canada und anderen die Gruppe The Departed, die Nachfolgeband für Cross Canadian Ragweed. In der neuen Band wurde James Lead-Gitarrist. The Departed brachte bislang zwei Alben heraus, die sich beide in den Billboard 200 platzieren konnten.
Er lebt mit seiner Frau Jessica und seinem Sohn Charlie in der Nähe von Wichita Falls in Texas. Als sein Vorbild bezeichnet James den texanischen Musiker Billy Joe Shaver.

## Diskografie
- 2001: Bad Luck and Trouble
- 2009: That Kind of Man